# Tramvajová doprava v Rize

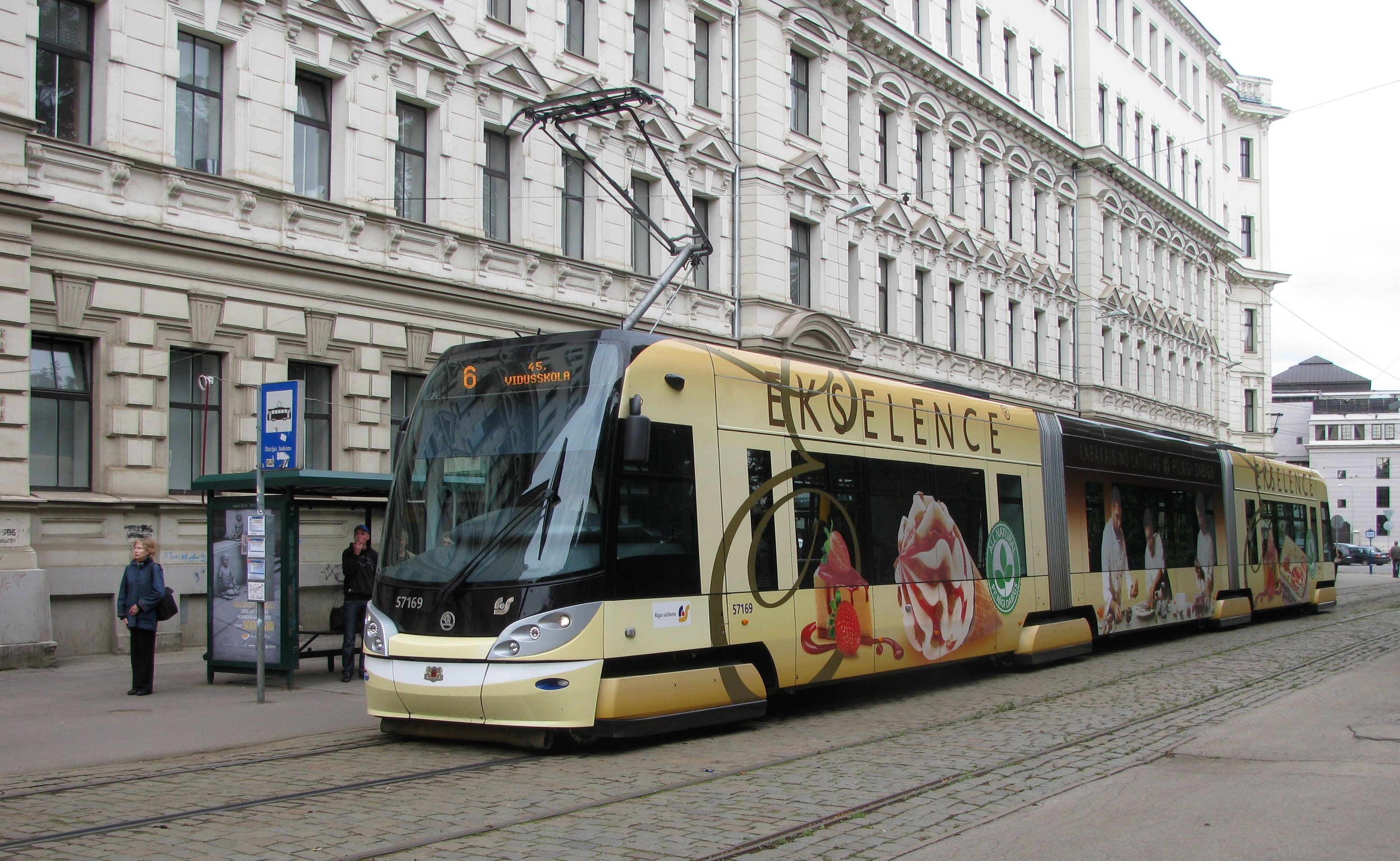
Vůz Škoda 15T č. 57169 v obratišti u hlavního nádraží

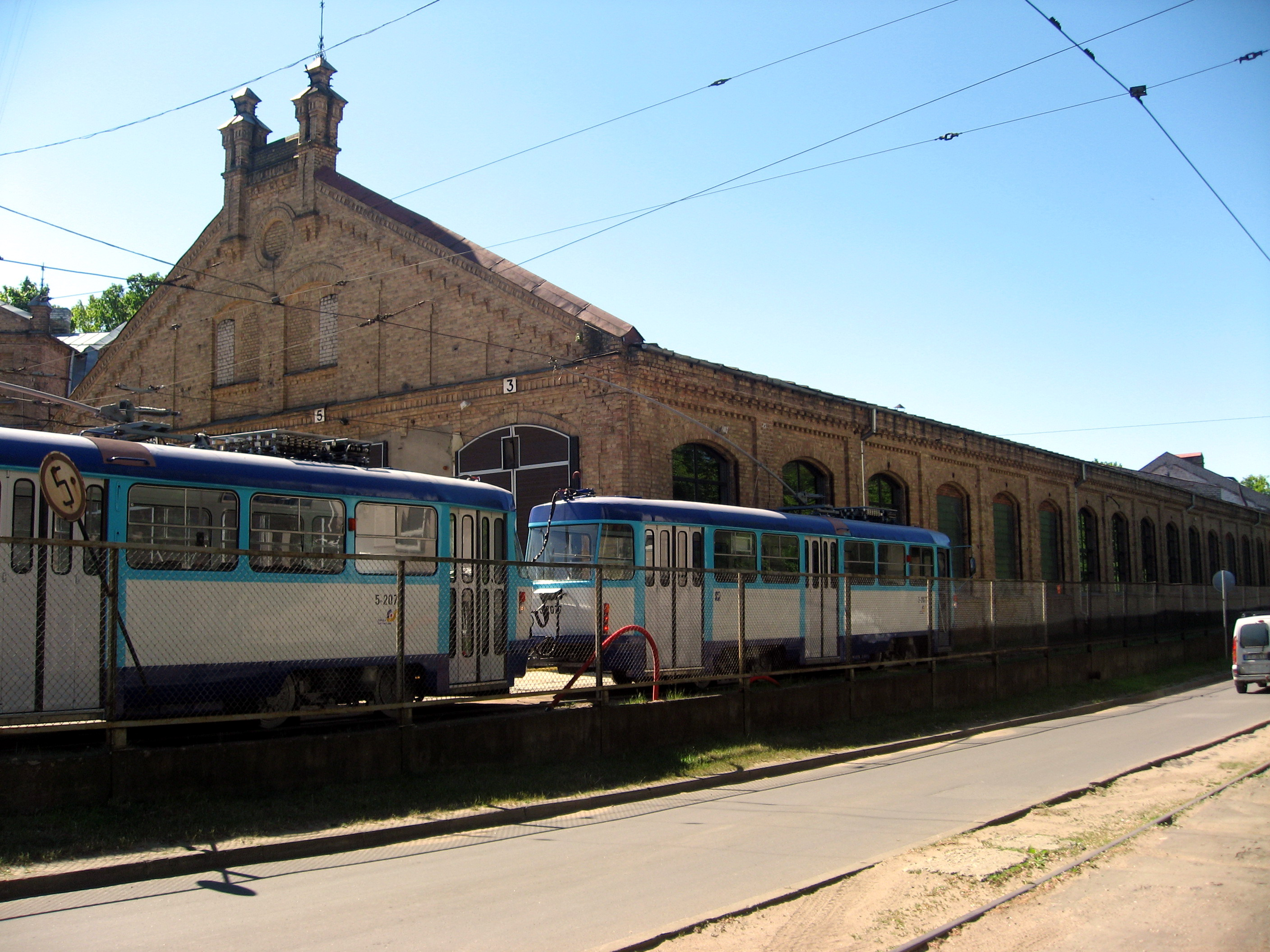
3. vozovna na Moskevské ulici a vozy Tatra T3A

Tramvajová doprava v Rize byla zahájena v roce 1882 ještě jako koňka, do roku 1901 došlo k elektrifikaci sítě. Zajišťuje ji městský dopravní podnik Rīgas Satiksme. Rozchod kolejí je 1524 mm, napájecí napětí je 600 V stejnosměrných.
V roce 2020 má Riga dvě tramvajové vozovny označené čísly 3 a 5 (v lotyštině užívanými jako řadové číslovky), obě na pravém břehu Daugavy. 4. vozovna na levém břehu Daugavy byla uzavřena 1. listopadu 2010.
Na běžné linky jsou vypravovány vozy Tatra T3SU (v modernizované verzi, lokálně označované jako T3A, dislokované do obou vozoven), Tatra T6B5 (v bývalém SSSR označované jako T3M a zde po modernizaci jako T3MR; soustředěné do 3. vozovny) a Škoda 15T v tříčlánkovém a čtyřčlánkovém provedení (soustředěné do 5. vozovny). Vozidla jsou identifikována pětimístnými čísly, v nichž první cifra je kód vozovny a poslední cifra je kontrolní; uprostřed je vlastní trojciferné pořadové číslo, které ještě má na stovkové pozici identifikaci typu.
Vozidla Tatra jsou vybavena tyčovými sběračí trolejbusového provedení a mezi vozy spřažené dvojice je silové propojení, takže druhý vůz jezdí se staženým sběračem. Vozy Škoda jsou dodávány s polopantografy a jsou nasazovány pouze na linky, kde trakční vedení prošlo potřebnou úpravou.

## Dodávky tramvají Škoda
23. května 2008 uzavřela Škoda Transportation s Rīgas Satiksme kontrakt na dodávku 20 tramvají Škoda 15T v ceně 1,3 miliardy Kč s opcí na dalších 32 vozů. Výběrové řízení vypsal rižský dopravní podnik v prosinci 2007 a zadávací podmínky si vyzvedlo celkem 9 společností. Ve variantě pro Rigu je tramvaj tříčlánková, plně klimatizovaná, pro široký rozchod 1524 mm, v modrobílém nátěru. Technicky se částečně odlišuje od pražské verze, má délku 31 600 mm (pro Prahu 31 400 mm) a hnací jsou pouze tři podvozky (první je nehnaný). První prototyp byl uveden do provozu v červnu 2010, všech 20 vozů mělo být vyrobeno do 34 měsíců od podpisu smlouvy (tedy do března 2011). Rīgas Satiksme také oznámil využití části opce, má zájem o šest čtyřčlánkových vozů odvozených od tříčlánkové verze.
V dalším tendru z dubna 2016 na dodání 20 tramvají uspěla opět Škoda Transportation. Z celého kontraktu, čítajícího 15 tříčlánkových vozů a 5 čtyřčlánkových tramvají, byl ale v termínu v dubnu 2017 předán jenom jeden vůz v tříčlánkové verzi. Další tramvaje sice byly podle harmonogramu vyrobeny, ale k jejich předání nedošlo. Dodávky zbývajících 19 tramvají se rozběhly až od března 2018. Všechna vozidla jsou klimatizovaná, s výtahem pro nakládku invalidních vozíků přímo z vozovky (pokud zastávka nemá nástupiště), systémem počítání pasažérů, automatem na prodej několika druhů jízdenek a informačním systémem. Pohon je optimalizovaný pro rovinatý charakter města. Jejich vnější barevné provedení je modrobílé.